# NK Korotan Prevalje
Nogometni klub Korotan Prevalje je nekdanji slovenski nogometni klub iz Prevalj, ki je bil ustanovljen leta 1933, domače tekmi je igral na Stadionu na Prevaljah. Klub je odigral devet sezon v prvi slovenski ligi, do propada leta 2002, leto za tem je bil ustanovljen nov klub DNŠ Prevalje.

## Uspehi
- Druga slovenska liga

Podprvak (1): 1993/94

## Znani nogometaši
- Roman Plesec
- Kristijan Švab
- Peter Šumnik
- Niko Podvinski
- Goran Miškič
- Ilir Silo
- Samo Vidovič
- Marko Barun
- Sami Dobreva
- Živojin Vidojevič
- Goran Jolič
- Senad Tiganj
- Alfred Jermaniš
- Sergej Jakirović
- Matej Miljatovič
- Artim Shaqiri
- Stanislav Kuzma
- Peter Koželj
- Igor Benedejčič
- Faik Kamberović
- Aleš Križan
- Urh Boštjan
- Roland Njume Ntoko